# Abenakis Springs
Pour les articles homonymes, voir Abénakis (homonymie).
 (novembre 2023).
Si vous disposez d'ouvrages ou d'articles de référence ou si vous connaissez des sites web de qualité traitant du thème abordé ici, merci de compléter l'article en donnant les références utiles à sa vérifiabilité et en les liant à la section « Notes et références ».
Abenakis Springs est une source d’eau minérale sur le territoire de la municipalité de Saint-François-du-Lac.
Son nom fait référence à son produit: une eau minérale naturelle gazéifiée. Cette eau est commercialisée depuis 1882 et encore aujourd'hui par l'entreprise Eau Minérale Abénakis Ltée.
L'eau minérale Abenakis avec ses 14 560 ppm de minéraux, est l’une des plus minéralisées au monde[réf. nécessaire]. Elle est riche en chlorure (8 200 ppm, soit 8 200 mg/L) et en sodium (4 300 ppm, soit 4 300 mg/L).

## Histoire
L'eau Abénakis, est mise en marché par différentes compagnies au cours de son histoire.
Les jésuites connaissaient et appréciaient cette eau et lui attribuaient des vertus médicinales à l'époque de la Nouvelle-France[réf. nécessaire]. 
On[Qui ?]attribue à l’eau Abénakis des vertus thérapeutiques. Sa riche teneur en sels minéraux a des effets stimulants sur les reins, le foie et l’estomac[réf. nécessaire]. Elle est légèrement laxative[réf. nécessaire].
À partir de 1882, elle est embouteillée à la source et commercialisée au Québec en Ontario.
Un hôtel, le Abenakis Springs Hotel, est construit vers la fin des années 1880. La station thermale devient populaire auprès de touristes américains qui viennent y faire des cures. En 1943, l’hôtel est démoli à la suite d'un incendie,.

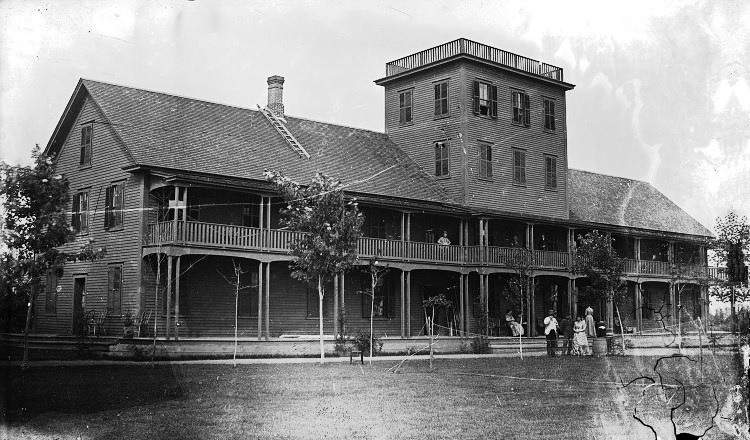
Abenakis Springs Hotel, vers 1900
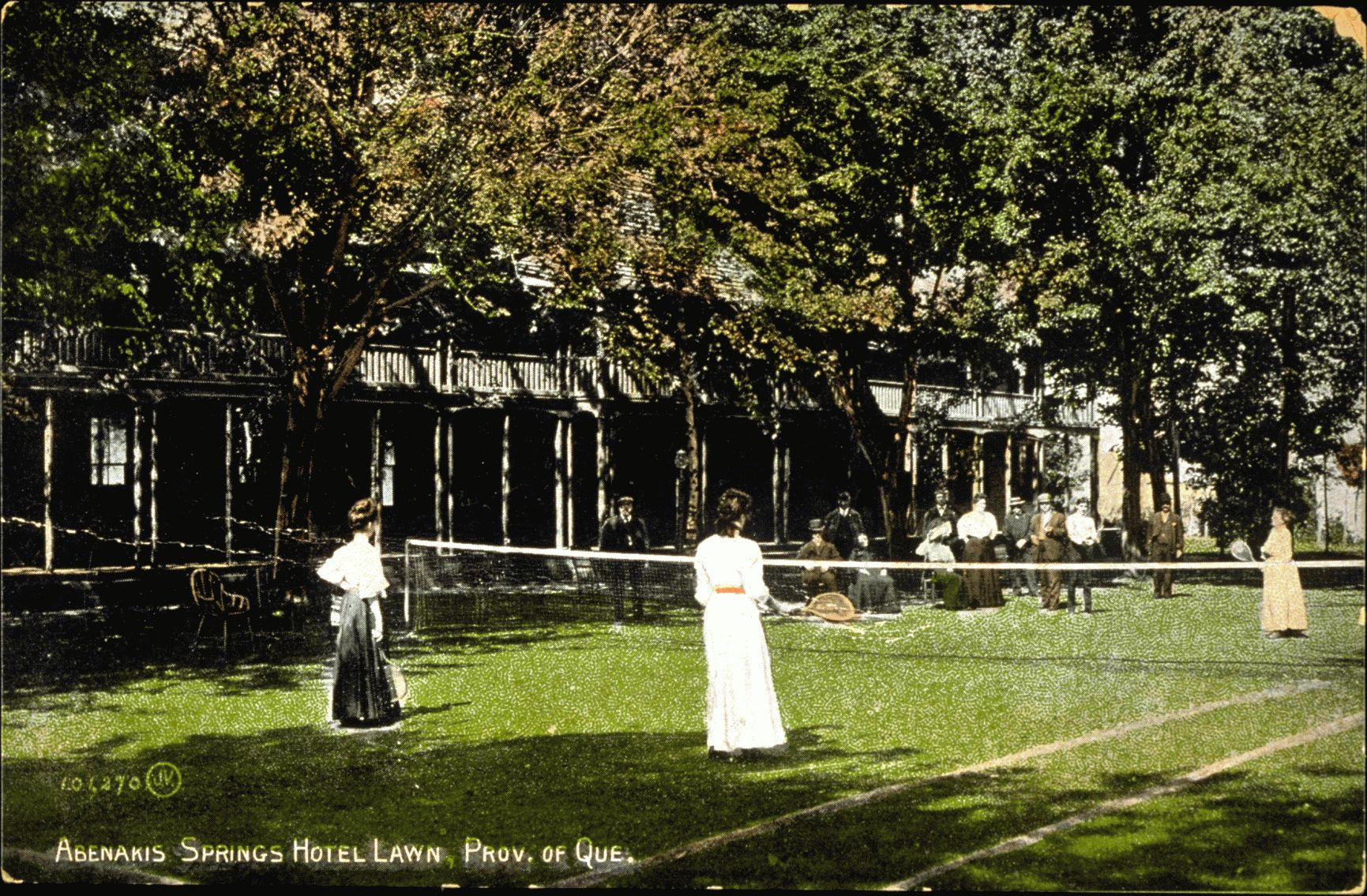
Tennis sur gazon
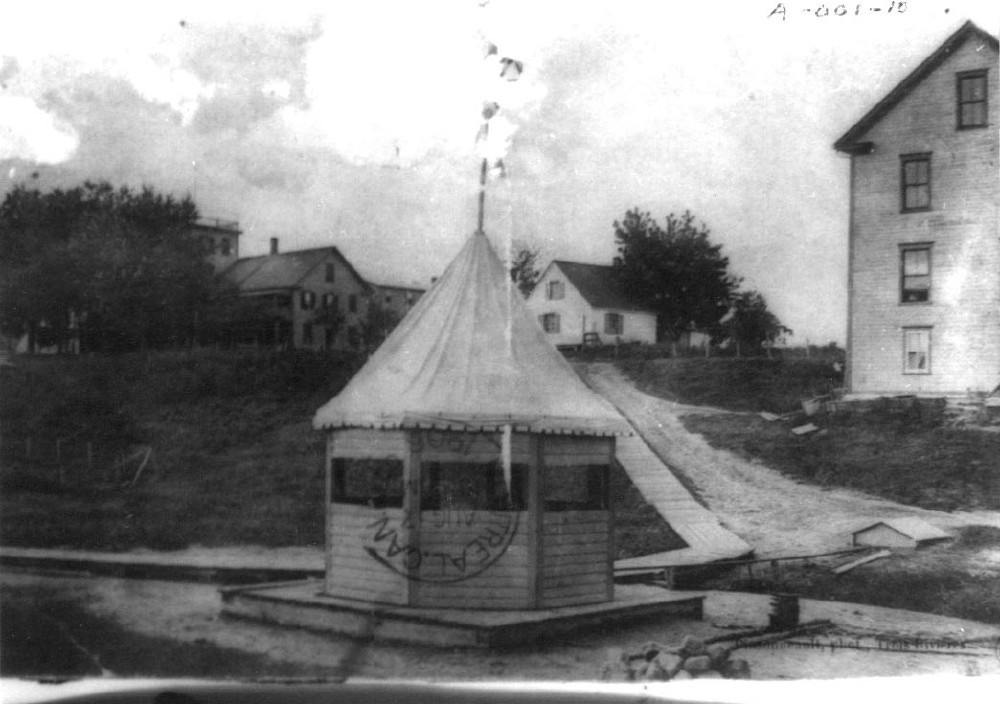
Puits d'où l'on tirait l'eau

La source est acquise en 1945 par Omer Biron qui commercialise l’eau embouteillée. Elle devient à l’époque, l’une des eaux minérales les plus populaires au Québec[réf. nécessaire]. Elle est particulièrement appréciée pour ses vertus thérapeutiques et son goût salé.
La source, devient propriété des Breuvages Drummond en 1970 et est remise sur le marché en 2008 puis vendue à Breuvage Pearson Inc. en 2010 .

## Composition
Depuis 2021, elle est embouteillée par Les eaux Minérales Abénakis Ltée. Son analyse diffère quelque peu de celle publiée dans les années 1930 et se lit désormais comme suit :
| Composant                      | Teneur en ppm |
| ------------------------------ | ------------- |
| As (arsenic)                   | 0             |
| HCO– 3 (bicarbonate)           | 400           |
| Ca (calcium)                   | 540           |
| Cl (chlorure)                  | 8 200         |
| Cu (cuivre)                    | 0             |
| F (fluor)                      | 0             |
| Mg (magnésium)                 | 320           |
| NO– 3 (nitrate)                | 0             |
| Pb (plomb)                     | 0             |
| K (potassium)                  | 50            |
| Na (sodium)                    | 4 300         |
| SO2– 4 (sulfate)               | 750           |
| Zn (zinc)                      | 0             |
| Teneur totale en sels minéraux | 14 560        |